# Geoffrey D. Miller

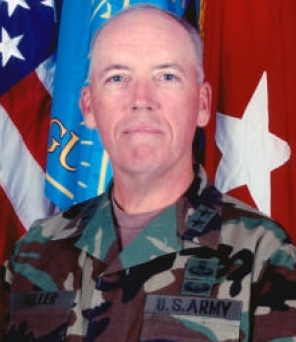
Geoffrey D. Miller

Geoffrey D. Miller (* 1949 in Gallipolis, Ohio) ist ein ehemaliger Major General der US Army. Er kommandierte 2002 die Joint Task Force Guantanamo und löste 2004 Brigadier General Janis Karpinski als Kommandeur des Abu-Ghuraib-Gefängnisses ab und übernahm zudem den Posten des stellvertretenden Kommandierenden Generals für Häftlingsoperationen der Multinational Forces Iraq. Damit unterstand ihm nicht nur das Gefängnis in Abu Ghuraib, sondern auch Camp Cropper sowie Camp Bucca.

## Militärische Laufbahn
Miller schloss die Ohio State University ab und erwarb einen Bachelor in Geschichte, gefolgt von einem Master-Abschluss in Pädagogikverwaltung (Education Administration) an der University of Southern California.
Miller verpflichtete sich 1972 für die US Army und wurde zum Artillerieoffizier ausgebildet. Bevor er nach 1980 nach Südkorea versetzt wurde, diente er in Deutschland. Dort diente er als assistierender Stabschef für Operationen in Korea. Nachdem er in die Vereinigten Staaten zurückgekehrt war, diente er als stellvertretender Stabschef für Personal und Einrichtungsverwaltung.

### Guantánamo
Im November 2002 übernahm Miller das Kommando über die Joint Task Force Guantanamo auf der Marinebasis in der Guantánamo-Bucht auf Kuba. Dieses Kommando war verantwortlich für den Betrieb der Internierungslager Camp X-Ray, Camp Delta und Camp Echo. Unter seinem Kommando wurden die Verhörmethoden verschärft und im gesamten Lager die Disziplin erhöht. Miller sagte später, dass zwei Drittel der 600 Häftlinge gestanden hätten, etwas mit Terrorismus zu tun zu haben und auch „verwertbares Geheimmaterial“ (actionable intelligence) zu liefern. Jedoch wird angenommen, dass unter Millers Kommando Methoden wie angedrohte Schläge, Schlafentzug, Einzelhaft, einschüchternder Einsatz von Hunden und andere Misshandlungen verwendet wurden.
Am 22. September 2003 befahl Miller den Arrest für Captain James Yee, der als Kaplan für die muslimischen Gefangenen in Guantánamo arbeitete. Miller beschuldigte ihn geheime Dokumente gestohlen zu haben und sie aus dem Gefängnis rausgeschmuggelt zu haben. Diese Vorwürfe wurden aber später fallen gelassen. Es ist unsicher ob Beweise für Spionage gefunden wurden, jedoch befindet sich die Akte zum Fall James Yee unter Verschluss.

### Abu Ghuraib
Im August 2003 wurde Miller vom US-Verteidigungsministerium in den Irak versetzt, um mehr Informationen von den irakischen Gefangenen zu erhalten. Im September schrieb Miller einen Bericht, in dem er die „Guantanamisierung“ (GTMO-ising) der Verhörmethoden empfahl, indem man das Haft- und Verhörpersonal im Abu-Ghuraib-Gefängnis zusammenlegte. Zudem empfahl Miller, dass Wärter genutzt werden sollten, um die Gefangenen auf die Verhöre „vorzubereiten“ (soften up).
In seinem Abschlussbericht zu den Foltervorwürfen machte Major General Antonio Taguba Millers Empfehlungen für die Misshandlungen in Abu Ghuraib verantwortlich und stellte fest, dass die Nutzung von Personal der Militärpolizei zu Verhören einen Bruch der offiziellen Richtlinien darstellte. Miller bestritt, dass er Wärter gezielt befohlen habe, Gefangene zu demütigen und zu foltern, um Geständnisse zu erhalten.
Nachdem ein halbes Jahr später, im März 2004, der Abu-Ghuraib-Skandal bekanntgeworden war, suspendierte man Brigadier General Janis Karpinski, die bis dahin das Kommando über die 800. US-Militärpolizeibrigade und damit auch über Abu Ghuraib innegehabt hatte, und übertrug Miller das Kommando als stellvertretendem Kommandierenden General für Gefangenenoperationen der Koalitionstruppen im Irak. In dieser Position unterstand Miller direkt Lieutenant General Ricardo S. Sánchez, der bis zum Juli 2004 die Koalitionstruppen befehligte. Seit seiner offiziellen Ernennung versprach Miller, die Anzahl der Gefangenen in Abu Ghuraib zu reduzieren und sich an das Militärgesetz, sowie die Genfer Konventionen zu halten. Zudem versprach er, Verdachtsmomenten der Misshandlung nachzugehen und das irakische Gefangenensystem zu reformieren. Zu diesem Zeitpunkt hatte er bereits die Nutzung von Kapuzen während des Transports von Gefangenen verboten und ein neues System etabliert, das den Gefangenen erlaubte, Besucher zu empfangen.
Im November 2004 wurde Miller auf dem Posten des stellvertretenden Kommandierenden Generals für Häftlingsoperationen der Multinational Forces Iraq von Major General William H. Brandenburg abgelöst.

### Ermittlungen gegen Miller

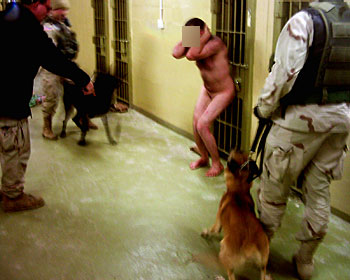
Miller soll Misshandlungen mit Hunden empfohlen haben.

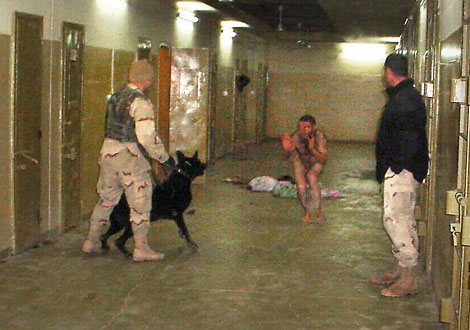

Seit den Ermittlungen über die Foltervorwürfe wird vermutet, dass Miller zu Misshandlungen ermutigte. In einem Interview mit BBC-Radio sagte die frühere Gefängnisleiterin Janis Karpinski, dass Miller ihr gesagt hätte, sie solle die Gefangenen „wie Hunde“ (like dogs) behandeln, denn „wenn sie sie nur einmal spüren ließe, dass sie mehr als Hunde sind, dann verliere sie die Kontrolle“ (if you allow them to believe at any point that they are more than a dog then you've lost control of them). Miller bestreitet jedoch, dass er je diesen Vergleich gemacht hätte. Colonel Thomas Pappas, Kommandeur der militärischen Nachrichtendienstbrigade in Abu Ghuraib, sagte, dass es Millers Idee war, Hunde einzusetzen, um die Gefangenen einzuschüchtern. Er sagte, dass dieselben Taktiken bereits im Camp X-Ray auf Kuba eingesetzt wurden. Verschiedene Fotos auf Abu Ghuraib zeigen Hunde in der Nähe von schreienden, nackten Gefangenen.
Zeitweise machte Miller von seinem Recht Gebrauch, sich nicht selbst zu belasten. Laut der New York Times nahm er von dieser Position Abstand, nachdem das Armed Services Committee seine Pensionierung zurückgestellt hatte, bis er entgegenkommender werde.
Im Juli 2005 stellte man Unstimmigkeiten in Millers Aussagen vom Mai 2004 vor dem Armed Services Committee und seinen unter Eid gemachten Aussagen drei Monate später fest. So sagte Miller im Mai vor dem Senat aus, dass er nur einen Bericht über einen Besuch in Abu Ghuraib geschrieben habe und nicht mit dem damaligen US-Verteidigungsminister Donald Rumsfeld oder seinen engsten Stabsmitarbeitern gesprochen habe. In einer Aussage drei Monate später sagte Miller jedoch, dass er mit zwei von Rumsfelds Mitarbeitern – dem stellvertretenden Verteidigungsminister Paul Wolfowitz und dem Staatssekretär für Nachrichtendienste Steve Cambone – eine Lagebesprechung zu seinem Besuch und seinen Empfehlungen für Abu Ghuraib gehabt hatte.
Im Mai 2006 sagte Miller bei einer Militärgerichtsverhandlung über die Hundeführer in Abu Ghuraib aus, dass seine Anweisungen die Hunde betreffend falsch verstanden worden seien. Er sagte weiterhin aus, dass er angewiesen habe „die Hunde nur für Aufsichts- und Wachaufgaben“ einzusetzen (only for custody and control of detainees). Bereits einen Tag später wurde Millers Aussage von Lieutenant Colonel Jerry Phillabaum, Kommandeur der Abu-Ghuraib-Militärpolizeieinheit, widerlegt.
Miller trat am 31. Juli 2006 in den Ruhestand. Bei seiner Verabschiedung in den Ruhestand wurde Miller die Distinguished Service Medal verliehen und er wurde als Umgestalter (innovator) gelobt.